# Циклогексанон
Циклогексанон — органическое соединение, алициклический кетон с химической формулой С6Н10О, бесцветная маслянистая жидкость с запахом ацетона и мяты. Типичный представитель кетонов, который при взаимодействии с кислородом или HNO3 окисляется до адипиновой кислоты и низших моно- и дикарбоновых кислот.

## Свойства
Имеет вид бесцветной маслянистой жидкости, имеющей запах, напоминающий ацетон и мяту. В твёрдом виде имеет две модификации — орторомбическую и кубическую (образующуюся ниже −53,8 °C). Растворим в воде — 5,8 % (по объёму), при этом вода также растворима в циклогексаноне — 9,9 % (по объёму).

## Получение
В промышленности циклогексанон получают окислением циклогексана кислородом воздуха при 140—165 °С и давлении 0,9—1,6 МПа в присутствии нафтената или стеарата кобальта:
{\displaystyle {\mathsf {C_{6}H_{12}+O_{2}{\xrightarrow {140-165^{o}C,p,kat:Co(C_{17}H_{35}COO)_{2}}}C_{6}H_{10}O+H_{2}O}}}.
Циклогексанон также получают совместно с циклогексанолом каталитическим гидрированием фенола:
{\displaystyle {\mathsf {2C_{6}H_{5}OH+5H_{2}\xrightarrow {t,p,Pd/Al_{2}O_{3}} C_{6}H_{11}OH+C_{6}H_{10}O}}}
Процесс осуществляют в газовой фазе при температуре 120—140 °С и давлении 0,3 МПа в присутствии катализатора Pd на носителе Al2O3 при избытке водорода в 5-10 раз. Циклогексанол, получаемый в этом процессе, используется для получения адипиновой кислоты либо далее может быть дегидрирован до циклогексанона в паровой фазе при температуре выше 220 °C и атмосферном давлении в присутствии смешанных цинкхромовых (360—380 °С), медномагниевых (240—260 °С) или промотированных медноцинкхромалюминиевых (240 °C) катализаторов:
{\displaystyle {\mathsf {C_{6}H_{11}OH{\xrightarrow[{-H_{2}O}]{t,Zn/Cr,Cu/Mg,Cu/Zn/Cr/Al}}C_{6}H_{10}O}}}

## Применение
Подавляющая часть производимого циклогексанона потребляется в производстве полупродуктов для производства синтетических полиамидов — адипиновой кислоты, сырья для нейлона-6,6, и капролактама, сырья для найлона-6 (капрона).
Циклогексанон также используется в качестве растворителя нитратов и ацетатов целлюлозы, жиров, восков, природных смол, поливинилхлорида.

## Токсичность
Смертельная доза циклогексанона при приёме внутрь составляет 50 г. ЛД50 для мышей 2,78 г/кг (перорально). ПДК в воздухе рабочей зоны составляет 10 мг/м3, в водоёмах 0,2 мг/л. Концентрация паров циклогексанона в атмосфере выше 300 мг/м3 вызывает раздражение слизистых оболочек.